# Mikhail Krivonosov
Mikhaïl Petrovitch Krivonossov (en biélorusse, Міхаіл Пятровіч Крываносаў, Mikhail Pyatrovich Kryvanosau, en russe : Михаи́л Петро́вич Кривоно́сов) (né le 1er mai 1929 à Kritchev et mort le 11 novembre 1994 à Krytchaw) est un athlète soviétique qui concourait principalement dans le lancer du marteau.

## Biographie
Krivonosov a été diplômé de l'institut biélorusse de la culture physique en 1953. Il s'entraînait au Bourevestnik à Minsk et a concouru pour l'URSS durant sa carrière. Il a battu le record du monde du lancer du marteau à six reprises entre 1954 et 1956. Il remporte la médaille d'argent du lancer du marteau aux Jeux olympiques de 1956 de Melbourne en Australie.

## Palmarès
- Jeux olympiques d'été
  -  Médaille d'argent aux Jeux olympiques d'été de 1956 à Melbourne au lancer du marteau

- Championnats d'Europe d'athlétisme
  -  Médaille d'or en 1954 au lancer du marteau
  -  Médaille d'argent en 1958 au lancer du marteau